# الدوري المغربي لكرة القدم 1979–80
الدوري المغربي لكرة القدم 1979-1980 هو الموسم 24 من البطولة الوطنية المغربية لكرة القدم . يتنافس خلاله 16 من أفضل الأندية الوطنية المغربية.توج بهذا الموسم فريق شباب المحمدية .